# Ichthyophis pauli
Espèce
Ichthyophis pauli est une espèce de gymnophiones de la famille des Ichthyophiidae.

## Répartition
Cette espèce est endémique du Sabah en Malaisie. Elle se rencontre dans le parc national du Kinabalu vers 600 m d'altitude.

## Publication originale
- Nishikawa, Matsui, Sudin & Wong, 2013 : A new striped Ichthyophis (Amphibia: Gymnophiona) from Mt. Kinabalu, Sabah, Malaysia. Current Herpetology, vol. 32, no 2, p. 159-169.